# Typ 59
Typ 59 – chiński czołg podstawowy, wersja licencyjna czołgu T-54.
Pod koniec lat 50. ZSRR przekazał ChRL licencję na produkcję czołgów T-54. Początkowo w ChRL produkowano czołgi identyczne z radzieckimi, ale z czasem zaczęto wprowadzać w nich zmiany powodujące, że coraz bardziej zaczęły się różnić od pojazdów produkcji ZSRR. Jednocześnie z produkcją coraz nowszych wersji czołgu Typ 59 trwała prawdopodobnie modernizacja wcześniej wyprodukowanych wozów. W wersji oznaczonej Typ 59-1 zainstalowano wyposażenie noktowizyjne, dalmierze laserowe i nowoczesne przyrządy obserwacyjne. Typ 59-1 produkowano w zakładach nr 617 w latach 1979-1987. Powstała także, wprowadzona do uzbrojenia armii chińskiej, wersja Typ 59-II uzbrojona w armatę czołgową kalibru 105 mm z dwupłaszczyznową stabilizacją, układem automatycznego ładowania oraz nowoczesnym SKO. W tej wersji czołgu zmieniono silnik  na nowy o mocy 434 kW (590 KM) 
Czołgi Typu 59 eksportowano do Albanii, Bangladeszu, Kambodży, Konga, KRLD, Tanzanii, Wietnamu i Zimbabwe. W roku 1979 starły się ze sobą w trakcie konfliktu chińsko-wietnamskiego.